# یواس‌اس ایمبتل (ای‌ام-۴۳۴)
یواس‌اس ایمبتل (ای‌ام-۴۳۴) (به انگلیسی: USS Embattle (AM-434)) یک کشتی بود که طول آن ۱۷۲ فوت (۵۲ متر) بود. این کشتی در سال ۱۹۵۳ ساخته شد.